# Ardèche Classic 2025
L'Ardèche Classic 2025 (ufficialmente Faun Ardèche Classic), venticinquesima edizione della corsa e valevole come settima prova dell'UCI ProSeries 2025 categoria 1.Pro, si svolse il 1º marzo 2025 su un percorso di 169,5 km, con partenza e arrivo a Guilherand-Granges, in Francia. La vittoria fu appannaggio del francese Romain Grégoire, il quale completò il percorso in 4h13'22", precedendo il tedesco Marco Brenner e l'italiano Lorenzo Fortunato.
Sul traguardo di Guilherand-Granges 120 ciclisti, dei 154 partiti dalla medesima località, portarono a termine la competizione.

## Squadre e corridori partecipanti
| N.      | Cod. | Squadra                         |
| ------- | ---- | ------------------------------- |
| 1-7     | UAD  | UAE Team Emirates XRG           |
| 11-17   | TUD  | Tudor Pro Cycling Team          |
| 21-27   | TVL  | Team Visma-Lease a Bike         |
| 31-37   | SOQ  | Soudal Quick-Step               |
| 41-47   | LTK  | Lidl-Trek                       |
| 51-57   | GFC  | Groupama-FDJ                    |
| 61-67   | LOT  | Lotto                           |
| 71-77   | DAT  | Decathlon AG2R La Mondiale Team |
| 81-87   | EFE  | EF Education-EasyPost           |
| 91-97   | MOV  | Movistar Team                   |
| 101-107 | IWA  | Intermarché-Wanty               |
| 111-117 | TPP  | Team Picnic PostNL              |

| N.      | Cod. | Squadra                           |
| ------- | ---- | --------------------------------- |
| 121-127 | COF  | Cofidis                           |
| 131-137 | ARK  | Arkéa-B&B Hotels                  |
| 141-147 | XAT  | XDS Astana Team                   |
| 151-157 | IPT  | Israel-Premier Tech               |
| 161-167 | TEN  | TotalEnergies                     |
| 171-177 | Q36  | Q36.5 Pro Cycling Team            |
| 181-187 | RKT  | Unibet Tietema Rockets            |
| 191-197 | AUB  | St Michel-Preference Home-Auber93 |
| 201-207 | VRR  | Van Rysel-Roubaix                 |
| 211-217 | UCN  | CIC-U-Nantes                      |
| 221-226 | NMC  | Nice Métropole Côte d'Azur        |

## Ordine d'arrivo (Top 10)
| Pos. | Corridore           | Squadra  | Tempo    |
| ---- | ------------------- | -------- | -------- |
| 1    | Romain Grégoire     | Groupama | 4h13'22" |
| 2    | Marco Brenner       | Tudor    | a 3"     |
| 3    | Lorenzo Fortunato   | XDS      | s.t.     |
| 4    | Clément Champoussin | XDS      | a 7"     |
| 5    | Christian Scaroni   | XDS      | s.t.     |
| 6    | Mattias Skjelmose   | Lidl     | a 10"    |
| 7    | Javier Romo         | Movistar | a 22"    |
| 8    | Brandon McNulty     | UAE      | s.t.     |
| 9    | Enric Mas           | Movistar | a 31"    |
| 10   | Juan Ayuso          | UAE      | a 41"    |